# Orbeanthus
Orbeanthus là chi thực vật có hoa trong họ Apocynaceae.